# ジョン・ビュフォード
ジョン・ビュフォード・ジュニア（John Buford, Jr.、1826年3月4日-1863年12月26日）は、南北戦争の時の北軍騎兵将軍であり、ゲティスバーグの戦いの開始時点での役割で著名となった。

## 初期の経歴
ビュフォードはケンタッキー州ウッドフォード郡で生まれたが、8歳の時からイリノイ州ロックアイランドで育てられた。父はイリノイ州で著名な民主党の政治家であり、エイブラハム・リンカーンとは政敵だった。ビュフォード家は歴史ある軍人一家だった。祖父のエイブラハム・ビュフォード大佐（ワックスホーの虐殺での大陸軍指揮官）と大叔父はアメリカ独立戦争でバージニア連隊に従軍した。異母兄弟のナポレオン・ボナパルト・ビュフォードは北軍の少将になった。従兄弟のエイブラハム・ビュフォードは南軍の騎兵准将になった。
ビュフォードは、イリノイ州ゲイルズバーグのノックス大学で1年間学んだ後に、ウェストポイントの陸軍士官学校入学を認められた（1848年卒業）。ビュフォードが在学中の上級生には、フィッツ・ジョン・ポーター（1845年卒）、ジョージ・マクレラン、ストーンウォール・ジャクソン、ジョージ・ピケット、ジョージ・ストーンマン（以上1846年卒）、アンブローズ・バーンサイド（1847年卒）がいた。ストーンマンとバーンサイドはビューフォードの上官であり、友人にもなった。1847年卒には他にA・P・ヒルとヘンリー・ヒースがおり、1863年7月1日にゲティスバーグで対峙することになった。
ビュフォードは同期38人中16番目の成績で士官学校を卒業し、第1アメリカ竜騎兵隊の名誉少尉に任官され、翌年には第2アメリカ竜騎兵隊に転籍となった。テキサス州やアメリカ合衆国南西部で勤務してスー族インディアンと戦い、「血を流すカンザス」では治安維持活動に関わり、1858年のユタ戦争にも参加した。1859年から1861年はユタ準州のクリッテンデン砦に駐屯していた。ビュフォードは、散兵線を新しい戦闘隊形にすることを強く提案していたジョン・ワッツ・ド・ペイスター将軍の作品に付いて学んだ。

## 南北戦争
1860年の1年間、ビュフォードとその仲間の軍人達はアメリカ合衆国からの脱退と内乱の可能性についての会話で明け暮れ、ポニー・エクスプレス（郵便事業者）が1861年4月にサムター砦が砲撃を受けたという報せを運んできたとき、その可能性が現実になった。ビュフォードは、ウェストポイント出身者の多くがそうであったように北か南かの選択をしなければならなかった。ビュフォードはその出身から考えれば、南軍に加わる理由が豊富にあった。ビュフォードはケンタッキー州の生まれであり、奴隷を所有する父の息子であり、妻の親戚達は南部側で戦うであろうし、自分の親戚達の多くも南部側で戦うものと考えられた。一方、教育は北部で受けて、アメリカ陸軍で熟練度を高めてきていた。軍人として最も影響を受けた手本であるハーニー大佐とクック大佐の2人は北部とアメリカ陸軍に留まることを選んだ南部人だった。ビュフォードはその職業を愛し、辺境で過ごした時間が他の南部人の家庭に引き付ける多くの糸を断ち切ることになった。
ノースカロライナ州の出身であるジョン・ギボンも同じディレンマに直面し、戦後の回想記でジョン・ビュフォードが北軍側に付くことにした夜のことを次のように回想した。
1861年11月、ビュフォードは少佐の階級で監察長官補に指名され、ワシントンD.C.防衛任務に数ヶ月就いた後の1862年7月、志願兵の准将に昇進した。この年、ジョン・ポープ少将の下でバージニア軍第2軍団の騎兵旅団長が最初の地位となり、第二次ブルランの戦いで功績を残した。ビュフォードは自ら戦闘後半の突撃を率いたが、流れ弾で膝を負傷した。この傷は痛みを伴ったが重傷というほどでもなかったのに、北部の新聞の幾つかで彼が戦死したと書かれた。ビュフォードは現役に復帰し、ジョージ・マクレラン少将とアンブローズ・バーンサイド少将のポトマック軍で騎兵隊長を務めた。なお、この任務は参謀的なものでしかなかったので、野戦の指揮を求めた。マクレランのメリーランド方面作戦では、サウス山の戦いとアンティータムの戦いに参戦し、ジョージ・ストーンマン准将とマクレランの参謀職を交代した。しかし、1863年にジョセフ・フッカー少将の下に付くと、ビュフォードはポトマック軍騎兵軍団第1師団で正規軍騎兵予備役旅団を任された。
チャンセラーズヴィルの戦いの後、アルフレッド・プレソントン少将が騎兵軍団長となったが、フッカーは後にビュフォードを選んでおけばよかったと言った。ビュフォードは、事実上全てが騎兵だけの戦闘となったブランディ・ステーションの戦いでその新しい師団を指揮し、さらにアッパービルの戦いを戦った。
ゲティスバーグ方面作戦のとき、第1師団長に昇格していたビュフォードは、ゲティスバーグに戦場を選ぶことに関わった者とされている。6月30日、ビュフォードの部隊はゲティスバーグの小さな町に騎り入れた。その後間もなく、前面に南軍の優勢な部隊がいることを認識し、南軍の前身を阻むために防御的陣形を採らせた。ビュフォードはゲティスバーグの周りの戦術的に重要な高地を守ることの重要さを通説に感じ取ったのでそのようにしたが、これがアメリカの軍事史の中でも最も象徴的な戦闘の始まりだった。その知的な防御陣の配置に、馬を降りた騎兵達の勇敢さと頑張りが組み合わされて、ジョン・F・レイノルズ少将の第1軍団が支援に駆け付けて、北軍の戦略的に重要な陣地の足がかりを守るだけの時間を与えた。北軍はこの高度に重要な戦闘に勝利した。後にビュフォード隊はプレソントンにからエミッツバーグまで補給と再装備のために派遣されたが、これは北軍の左側面を空けてしまう軽率な判断だった。7月1日のビュフォードの指導力と戦術的洞察力の重要さはその勝利への貢献度において誇張しても過ぎることはなかった。
南軍がゲティスバーグから撤退する時、ビュフォードはバージニア州ウォーレントンまで追撃し、後にバージニア州中央部で多くの作戦に関わり、特に1863年のブリストー方面作戦ではジョージ・ミード少将の退却する動きを遮蔽する価値ある働きをした。

## 死と遺産
12月半ばまでに、ビュフォードはおそらくは腸チフスに罹ったことから余命幾許もないことが明らかとなり、親友ジョージ・ストーンマンのワシントンの家で静養した。ストーンマンはビュフォードを少将に昇進させる運動を始め、エイブラハム・リンカーン大統領が同意し、次のように記した。
昇進を告げられたビュフォードは疑わしげに「彼はそうするつもりなのか？」と尋ねた。昇進が間違いないことが確認されると単に「もう遅すぎる。私は生きながらえることができればと思う」と答えた。
ビュフォードの最期の数時間、その副官マイルズ・キホーと従僕エドワードが付き添っていた。またA・J・アレクサンダー大佐やストーンマン将軍も居た。妻のパティはイリノイ州ロックアイランドから移動中だったが間に合わなかった。臨終近く、意識が混濁し従僕を叱り始めたが、続いて一瞬意識が戻り、従僕を呼んで「エドワード、私がお前を叱っているのが聞こえる。私は何をしているか分からなかった。お前は忠実な従僕だったよ、エドワード」と謝った。
ジョン・ビュフォードは1863年12月15日午後2時に、マイルズ・キホーの腕の中で死んだ。その最期の言葉は「道の全てに衛兵を付けろ。兵士を後方に走らすな」だった。
12月20日、ワシントンD.C.のH通りとニューヨーク・アベニューの角にある教会で葬儀が営まれた。リンカーン大統領も参列した。ビュフォードの妻のパティは病気のために参列できなかった。棺を担いだ者にはサイラス・ケーシー、サミュエル・P・ハインツェルマン、ダニエル・シックルズ、ジョン・マカリスター・スコフィールド、ウィンフィールド・スコット・ハンコック、アブナー・ダブルデイおよびガバヌーア・ウォーレンの各将軍がいた。ストーンマン将軍が隊列護衛を指揮したが、そこにはゲティスバーグでビュフォードが騎った白馬「グレイ・イーグル」も居た。
戦場の嵐を駆け抜ける彼を見ることはできない

彼と共に敵を蹴散らすこともない

また彼のファルシオンの一撃を見ることもない

駆け抜ける一撃のような彼の声も聞こえない

葬儀の後、ビュフォードの参謀キホー大尉とワズワース大尉がビュフォードの遺骸をウェストポイントまで運び、ゲティスバーグでのやはり英雄であるアロンゾ・クッシング中尉の横に埋葬した。クッシングはビュフォードが選んだ「高地」（セメタリーリッジ）を守っている時に戦死した。1865年、大きな25フィート (7.5 m) のオベリスク式記念碑が元ビュフォード師団の兵士達の寄金でその墓の上に建てられた。参謀士官達が部下に抱かれた尊敬の念を表明する決意文を出版した。

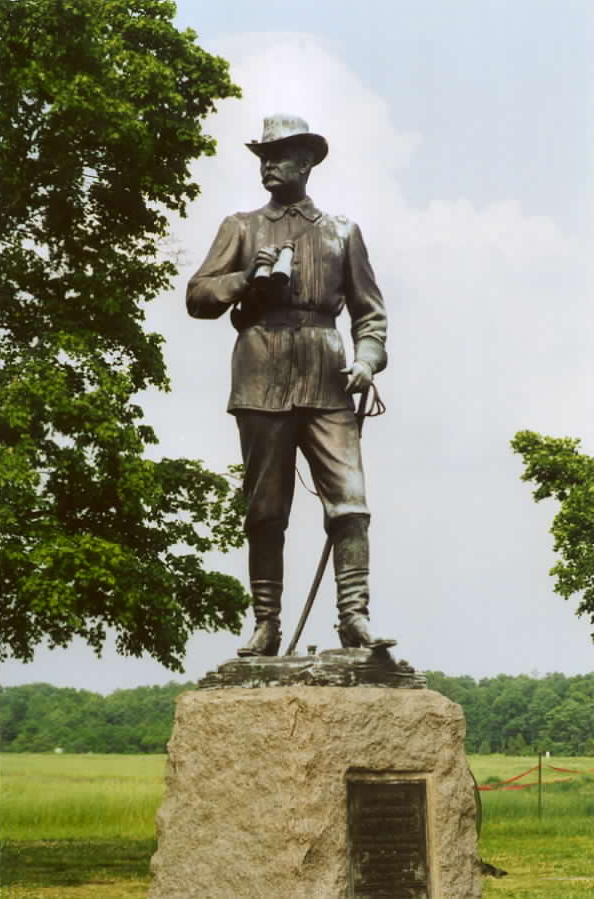
ビュフォード将軍の像

1866年、現在のノースダコタ州、ミズーリ川とイェローストーン川の合流点に建設された砦が、ビュフォード将軍に因んでビュフォード砦と名付けられた。ワイオミング州ビュフォードの町も将軍の栄誉を称えて名付けられた。
1895年、芸術家ジェイムズ・E・ケリーが制作したビュフォードの青銅像がゲティスバーグの古戦場で除幕された。

## 大衆文化の中で
マイケル・シャーラの小説 The Killer Angels に基づく1993年の映画『ゲティスバーグ』では、サム・エリオットがビュフォードを演じた。
ニュート・ギングリッチとウィリアム・フォースチェンが書いたもう一つの歴史小説『ゲティスバーグ』にもビュフォードが登場する。